# Macroelongatoolithus

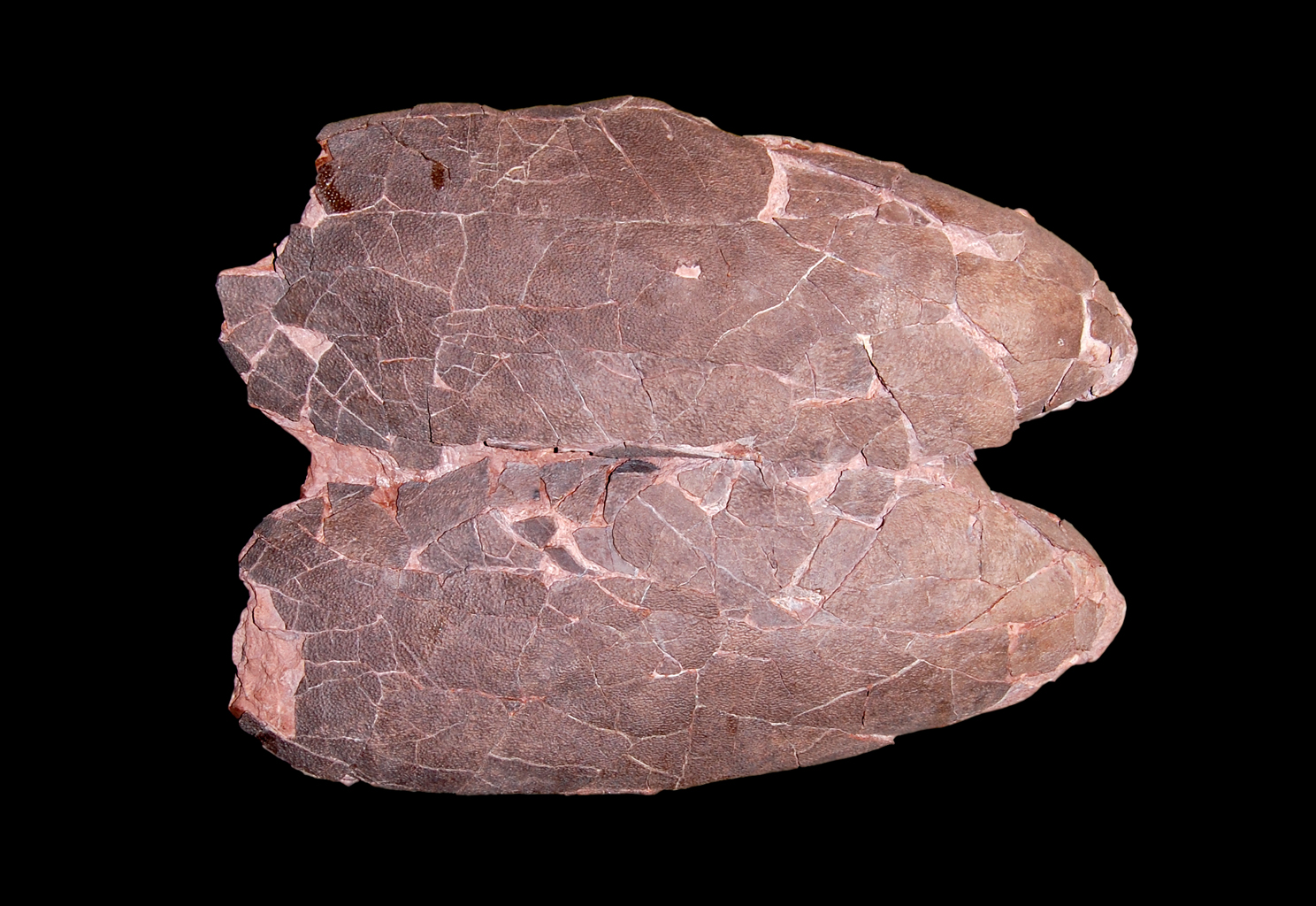
Macroelongatoolithus v expozici Přírodovědeckého muzea ve Vídni.

Macroelongatoolithus (v překladu zhruba "velké prodloužené zkamenělé vejce") je oorod, tedy fosilní rod zkamenělých vajec, objevovaných na území východní Asie a Severní Ameriky. Spádá do oočeledi Elongatoolithidae. Dnes víme, že tato vajíčka zřejmě patřila velkým teropodním dinosaurům ze skupiny Oviraptorosauria, jako byly čínské druhy Gigantoraptor erlianensis nebo Beibeilong sinensis.

## Rekordní velikost
Největší oodruh tohoto oorodu M. xixanensis (popsaný formálně v roce 1995) představuje obří exempláře o délce až 61 centimetrů, což znamená, že se jedná o nejdelší dosud známá vejce v historii života na Zemi. Tyto obří exempláře byly poprvé objeveny v 90. letech 20. století.

## Zajímavost
Podle objevů v lokalitě Šabarak-usu ("Planoucí útesy") se jeví jako pravděpodobné, že fosilní úlomky skořápek podobných (i když trochu menších) vajec oviraptoridů používali již kolem roku 8000 př. n. l. neolitičtí obyvatelé pouště Gobi, kteří je opracovávali a navrtávali do podoby "korálků" pro nošení na náhrdelnících a jiných přívěscích.

### Česká literatura
- SOCHA, Vladimír (2021). Dinosauři – rekordy a zajímavosti. Nakladatelství Kazda, Brno. ISBN 978-80-7670-033-8 (str. 110)